# Hirschstein
Hirschstein település Németországban, azon belül Szászország tartományban. Lakosainak száma 1951 fő (2023. december 31.). Hirschstein Riesa és Stauchitz községekkel határos.

## Népesség
A település népességének változása:
| Lakosok száma | 1968 | 1967 | 1968 | 1978 | 1951 |
|               | 2017 | 2019 | 2021 | 2022 | 2023 |